# Aparescus praecox
Aparescus praecox is een keversoort uit de familie boktorren (Cerambycidae). De wetenschappelijke naam van de soort is voor het eerst geldig gepubliceerd in 1900 door Kolbe.